# Regionala nyhetsprogram
Regionala nyhetsprogram är nyhetsprogram som sänds över en region, till skillnad från rikstäckande eller lokala program.

## Sveriges Television
Huvudartikel: Regionala nyhetsprogram i Sveriges Television
- SVT Nyheter Stockholm
- SVT Nyheter Uppsala
- SVT Nyheter Södertälje
- SVT Nyheter Dalarna
- SVT Nyheter Gävleborg
- SVT Nyheter Västernorrland
- SVT Nyheter Jämtland
- SVT Nyheter Norrbotten
- SVT Nyheter Småland
- SVT Nyheter Jönköping
- SVT Nyheter Skåne
- SVT Nyheter Blekinge
- SVT Nyheter Helsingborg
- SVT Nyheter Örebro
- SVT Nyheter Västmanland
- SVT Nyheter Värmland
- SVT Nyheter Västerbotten
- SVT Nyheter Väst
- SVT Nyheter Halland
- SVT Nyheter Öst
- SVT Nyheter Sörmland

Programmet Landet runt består uteslutande av inslag från de regionala stationerna.

### Sändningstider
Vardagar:
- 07.10-07.13 i SVT1.
  - Inte på sommaren.
- 07.40-07.43 i SVT1.
- 08.10-08.13 i SVT1.
- 08.40-08.43 i SVT1.
- 09.10-09.13 i SVT1.
- 18.30-18.43 i SVT1.
  - 18.25-18.29 på sommaren.
- 19.55-19.59 i SVT1.
- 21.46-21.55 i SVT2.
  - 21.25-21.30 fredagar och på sommaren.

Söndagar:
- 18.10-18.14 i SVT1.
- 19.55-19.59 i SVT1.

## TV4
- TV4 Värmland
- TV4 Väst
- TV4 Göteborg
- TV4 Halland
- TV4 Öresund
- TV4 Sydost
- TV4 Jönköping
- TV4 Skaraborg
- TV4 Öst
- TV4 Stockholm
- TV4 Mälardalen
- TV4 Uppland
- TV4 Gävle Dalarna
- TV4 Mitt
- TV4 Västerbotten
- TV4 Norrbotten

### Sändningstider
Måndag–fredag
- 06.33
- 07.33
- 08.33
- 09.33
- 18.30
- 21.55

Lördag–söndag
- inga regionala sändningar